# 3Dデスクトップ
3Dデスクトップとは、三次元化することで作業効率の改善を図ったデスクトップ。
従来の二次元のデスクトップでは、ウィンドウが重なるため、開きたいウィンドウやそれがあるデスクトップを探すことで作業効率が低下する。これを、表示を三次元的にすることで改善しようというものである。
デスクトップを三次元にする効果は、OSによってさまざまで、またソフトによっても異なる。3Dデスクトップを採用しているソフトやOSで主なものを下に挙げる。
- Windows Vista以降のWindows Aero
ウィンドウを前後に回転させ、切り替え時にウィンドウの内容を確認できるようにしたもの。
- LinuxやUNIXなどに対応しているウィンドウマネージャBeryl・Compiz
UNIX/Unix系OSのGUIで仮想デスクトップを切り替えるとき、仮想デスクトップを立体キューブとして表示し、何をどのデスクトップで実行しているのか確認できる。そのほかにもさまざまな機能がある。
- macOSやLinuxなどのUNIX/Unix系OSに対応しているウィンドウマネージャKDE
以前よりUNIX/Unix系OSで人気の高いウィンドウマネージャで、これまでのバージョン3.x系までは通常のデスクトップだったが、バージョン4.0以降で設計を大きく変更した際、デスクトップキューブや、ウィンドウのカバーフロー表示など上記のCompizと似た機能が搭載された。ただしCompizなどと異なり、デスクトップ環境を二つ用意する必要がなく、単体で動く。尚、バージョンを重ねるごとにデスクトップ効果のプラグインが追加されている。

| スタブアイコン | サブスタブ | この項目は、まだ閲覧者の調べものの参照としては役立たない、コンピュータに関連した書きかけの項目です。この項目を加筆・訂正などしてくださる協力者を求めています（P:コンピュータ）。 |